# گل برگنیا
گل برگنیا(نام علمی: Bergenia crassifolia) نام یک گونه از تیره خاراشکنیان است.